# Rauia subtruncata
Rauia subtruncata là một loài thực vật có hoa trong họ Cửu lý hương. Loài này được Steyerm. miêu tả khoa học đầu tiên năm 1988.